# Sensitized
Pistes de X
Speakerphone Heart Beat Rock
Sensitized est une chanson pop de la chanteuse australienne Kylie Minogue, apparue en 2007 sur son album X.
En 2009, une version franco-anglaise portant le même titre a été réenregistrée par le chanteur français Christophe Willem en duo avec Kylie Minogue. Cette collaboration a été incluse dans l'album Caféine de Christophe Willem. En 2010, la version a été sélectionnée comme cinquième single extrait de cet album.

## Version originale
Les paroles en anglais de la version originale ont été rédigées par Cathy Dennis, avec la musique composée par Guy Chambers, qui est également le réalisateur de la chanson. Cette version n'a pas été publiée en tant que single.
Le titre comporte deux échantillons de Serge Gainsbourg. Le premier provient de la chanson Bonnie and Clyde, interprétée par Gainsbourg et Brigitte Bardot. Il s'agit de la boucle entendue tout au long de la musique. Le deuxième échantillon provient de Requiem pour un con et peut être entendu lors de l'intervention d'une guitare électrique. Les deux chansons de Gainsbourg sont sortis en 1968.
La chanson fait partie de la liste des chansons de la tournée KylieX2008.

### Personnel
- Guy Chambers - claviers
- Cathy Dennis - chœurs
- Richard Flack - chœurs additionnels, ingénieur son, mixage, programmation
- Geoff Pesche - mastering
- Paul Stanborough - guitare électrique, ingénieur son, programmation

## Version en duo avec Christophe Willem
Singles de Christophe Willem
Entre nous et le sol
(2010) Cool
(2011)
Pistes de Caféine
L'homme en noir Berlin
L'un des producteurs avec lesquels Christophe Willem a travaillé sur son deuxième album Caféine est le réalisateur britannique Guy Chambers, qui avait produit le titre Sensitized sur l'album X de Kylie Minogue. Lorsqu'il a appris que Christophe Willem était fan de la chanson et de l'album, il lui a proposé d'enregistrer une version française de cette chanson, avec Kylie Minogue en duo. 
Christophe Willem a accepté et, avec Skye, il a écrit les paroles en français et les a enregistrées au Sleeper Studios à Londres. L'enregistrement n'a donc pas eu lieu avec les deux chanteurs dans la même cabine, puisque la voix de Kylie Minogue avait déjà été enregistré. Quelques semaines plus tard, Kylie Minogue, étant à Londres, est venue au studio le jour du mixage pour écouter la nouvelle version et l'approuver. C'est également à cette occasion que Christophe Willem et Kylie Minogue se sont rencontré en personne,.
Selon Willem, les accords pour l'enregistrement du duo auraient pris six mois.
Sur l'album Caféine, les arrangements du titre Entre nous et le sol a été confié à Steve Anderson, qui est aussi une des principaux musiciens et compositeurs de Kylie Minogue.
Kylie Minogue collaborera à nouveau avec Christophe Willem sur son album suivant, Prismophonic. Elle y signe les paroles du titre Pas si loin.
Le duo Sensitized figue sur l'album francophone Caféine et sur l'album anglophone Heartbox de Christophe Willem,.
Le single ne s'est ni classé au Top 50 français, ni au classement Ultratop de la Belgique francophone.

### Personnel
- Guy Chambers - claviers
- Cathy Dennis - chœurs
- Richard Flack - chœurs additionnels, ingénieur son, mixage, programmation, programmation (batterie)
- Mike Marsh - mastering
- Skye - chœurs additionnels
- Paul Stanborough - guitare électrique, ingénieur son, programmation